# 1732 Heike
Az 1732 Heike (ideiglenes jelöléssel 1943 EY) a Naprendszer kisbolygóövében található aszteroida. Karl Wilhelm Reinmuth fedezte fel 1943. március 9-én, Heidelbergben.